# Байдарата
Байдарата — река в России, протекает в Ямало-Ненецком автономном округе. Впадает в Байдарацкую губу Карского моря в самой южной её части. Длина реки — около 123 км, площадь водосборного бассейна — 3180 км².
Исток у горы Падата-Саурей (Пэдаратасангарэй) на восточных склонах Полярного Урала. Течёт по территории Приуральского муниципального района. Направление течения в верхней и средней части — восточное, в низовьях — северо-восточное. В нижнем течении русло очень извилистое.

## Притоки
- 17 км: Нюдя-Сябуяха (пр)[3]
- 28 км: Юрёяха (лв)[3]
- 33 км: Хальмеръяха (лв)[3]
- 34 км: Сядэйяха (пр)[3]
- 38 км: Янгаребцъяха (лв)[3]
- 44 км: Нядаяха (пр)[6]
- Тосавэйяха (лв)[6]
- Тытобаяха (пр)[6]
- 72 км: Большая Хута (Нгарка-Харвотаяха) (лв)[6]
- 85 км: Малая Хута (Нюдя-Харвотаяха) (лв)[6]
- Егорка-Шор (лв)[6]

## Данные водного реестра
По данным государственного водного реестра России относится к Нижнеобскому бассейновому округу.
- Код водного объекта в государственном водном реестре — 15010000112115300036217[4].